# Jozef Israëls

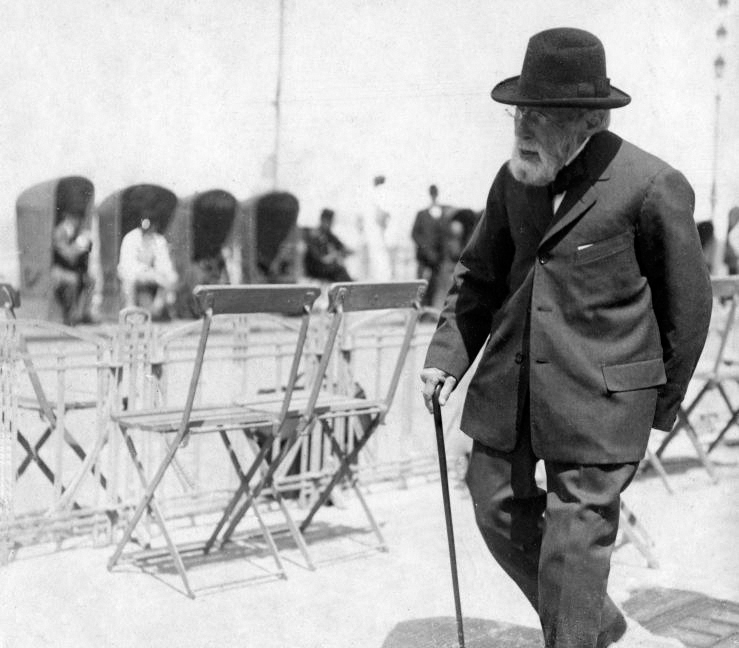
Jozef Israels ya anciano, en la playa de Scheveningen.

Josef Israëls (Groninga, 27 de enero de 1824-Scheveningen, 12 de agosto de 1911), fue un pintor neerlandés, miembro destacado de la Escuela de La Haya y conocido como el Millet holandés. Su hijo Isaac Israëls también fue pintor.

## Biografía
Nacido en una familia de origen sefardí, aunque su padre quería que fuera comerciante, finalmente le permitió desarrollar una carrera artística, con la condición de que los cursos, que le daban los profesores Buys y van Wicheren en su ciudad natal, pasaran por la supervisión paterna. Esa presión llevaría a Jozef a trasladarse a Ámsterdam, como alumno de Jan Kruseman y más tarde a París, donde entre 1845 y 1847 asistió en París a las clases de Horace Vernet y Paul Delaroche en la Escuela de Bellas Artes. Luego regresó a Ámsterdam, donde permanecería hasta 1870 para trasladarse y establecerse en La Haya.
Como Millet, Josef Israëls pintó la vida de la gente pobre y humilde con profunda humanidad, si bien –según Duranty– en parte de la obra del holandés parece percibirse  con mayor crudeza la tristeza y el sufrimiento de las clases obreras o rurales.
Israëls comenzó haciendo retratos y cuadros de temas históricos, siguiendo el dictado del Romanticismo en sus primeros años. Una enfermedad le llevaría como convaleciente al pueblo pesquero de Zandvoort, cerca de Haarlem, donde pudo profundizar en la tragedia de las clases más olvidadas y oprimidas, que estimularon aún más su mirada solidaria. Entre las obras de ese periodo, se encuentran El pescador de Zandvoort (en la galería de Ámsterdam), La casa silenciosa (que ganó la medalla de oro en el Salón de Bruselas de 1858) y Pueblo pobre ( que recibiría un premio en Mánchester). En 1862 consiguió cierto éxito en Londres con Naufragio y La cuna, dos cuadros que la revista Athenaeum describió como los más conmovedores de la exposición.

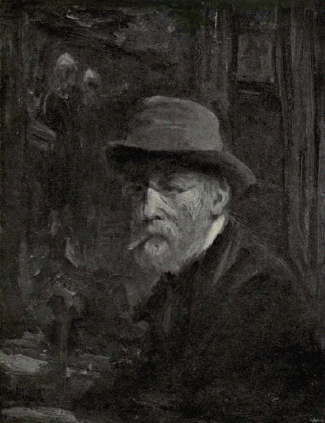
Josef Israëls, Autorretrato (1908)

Otros trabajos suyos son El viudo (en la colección Mesdag), Envejecemos y Solo en el mundo (Galería de Ámsterdam), Un interior (galería de Dordrecht), Comida frugal (Glasgow Museum), Entre el campo y la orilla del mar y El vendedor de curiosidades (que ganó dos medallas de honor en la Exposición Universal de París de 1900).
En los últimos años del siglo xix realizó un viaje por España que publicó en Spanje, een reisverhaal (1899), libro en el que además de pensamientos y observaciones, incluye bocetos a lápiz y acuarelas.  En una de sus últimas obras, David cantando ante Saúl, recupera su admiración juvenil por la pintura de su compatriota Rembrandt. También fue un laborioso productor de acuarelas y grabados.
Fue muy admirado por Vincent van Gogh, que lo citaba a menudo en las cartas que escribió a su hermano Theo. Algunas pinturas tempranas de Van Gogh muestran una fuerte influencia de Israëls, como es el caso de Los comedores de patatas.

## Continuidad temática en su pintura

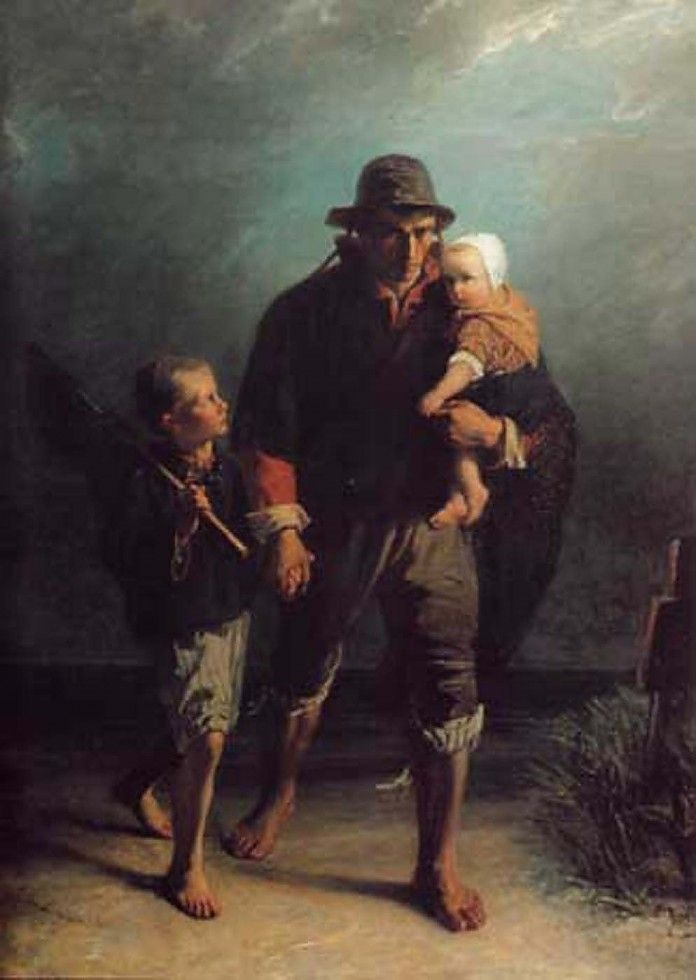
Sobre la tumba de la madre (1856)
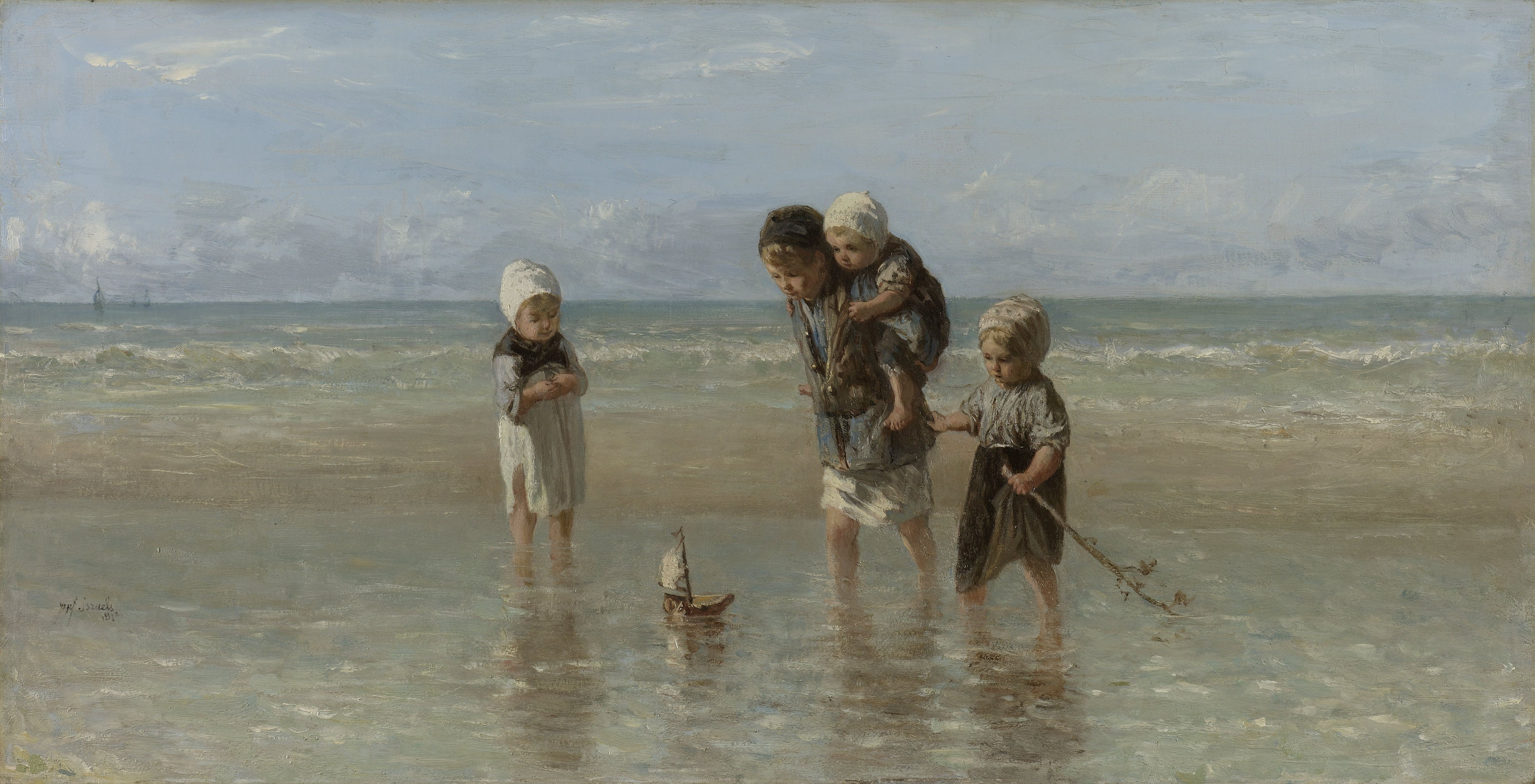
Niños del mar (1872)
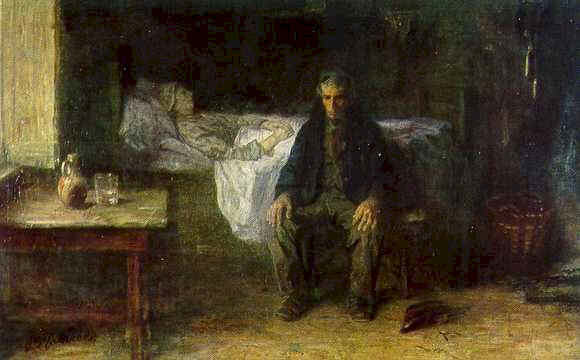
Solo en el mundo (1881)
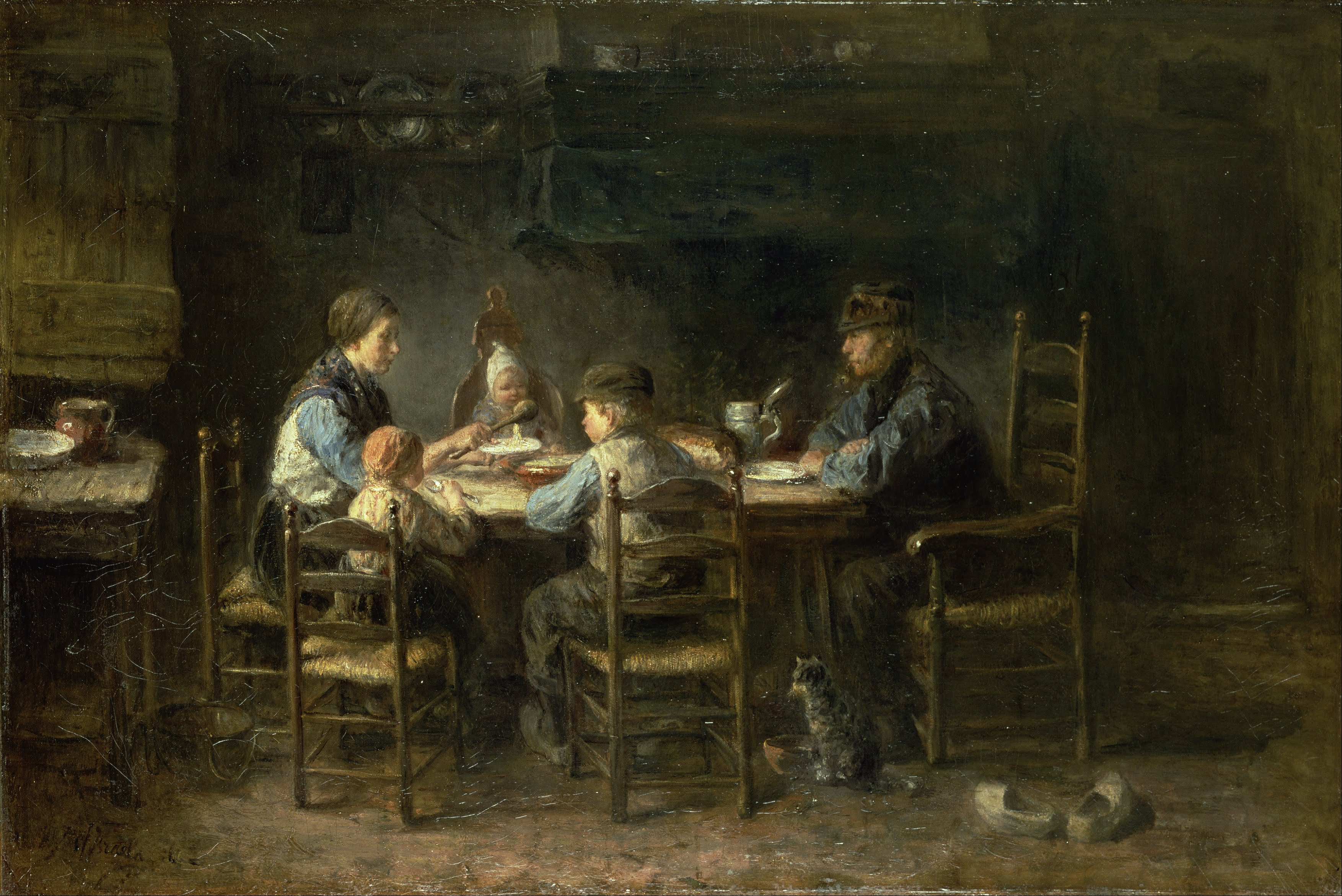
Comida de familia de campesinos (1882)
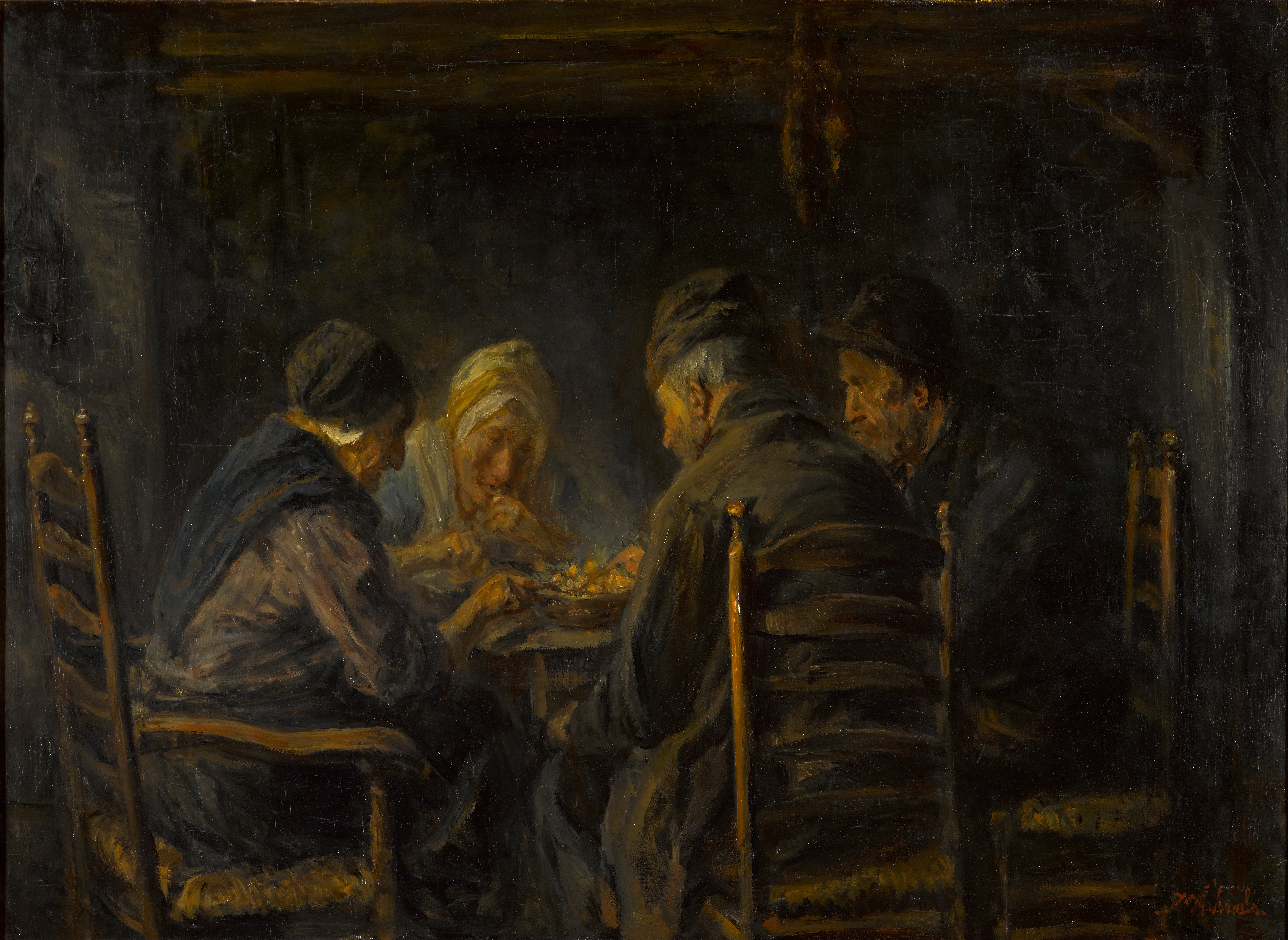
Los comedores de patatas (hacia 1902)
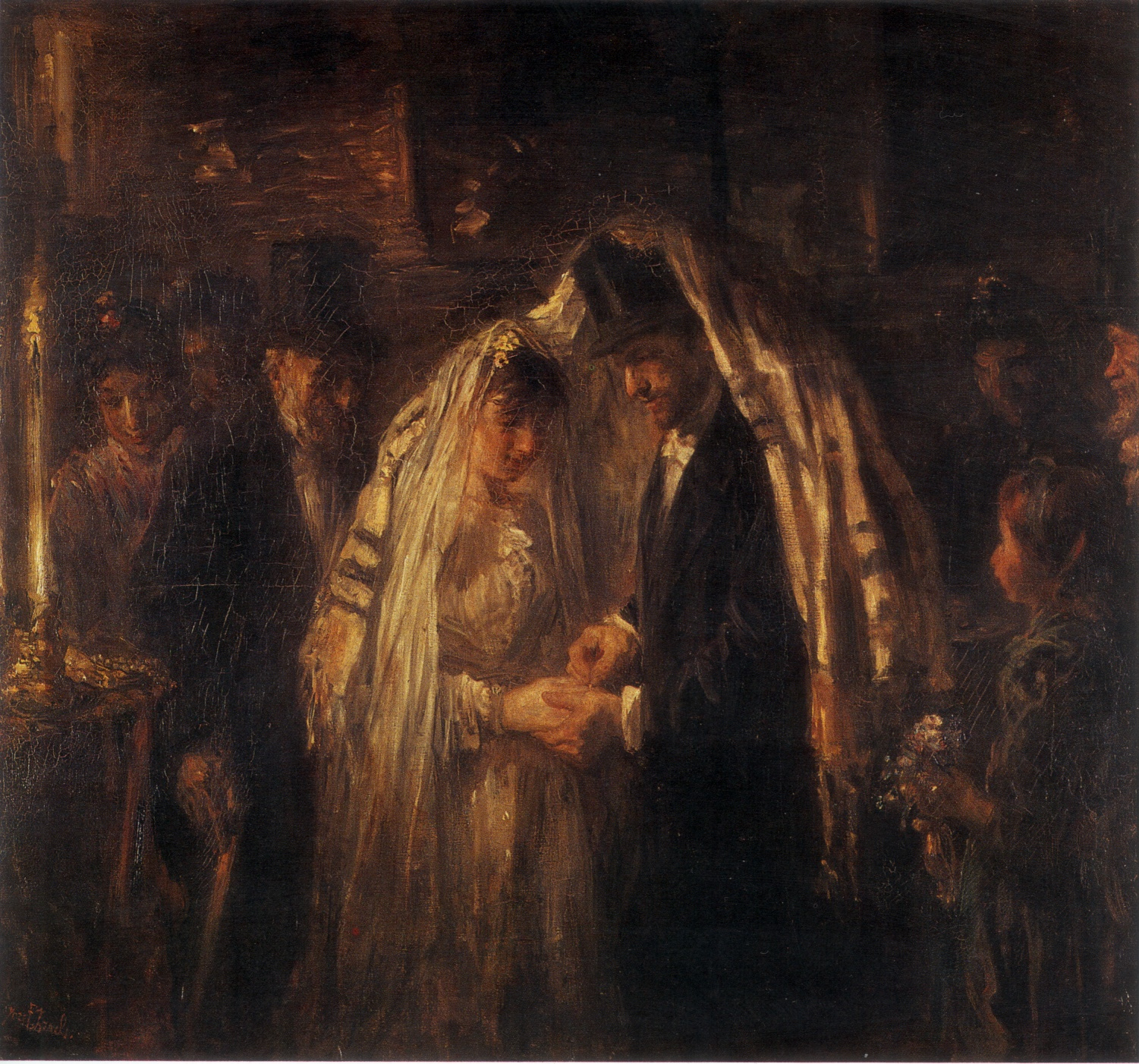
Una boda judía (1903)